# محیصنه
محیصنه (به عربی: محیصنة) یک محله در امارات متحده عربی است که در شیخ‌نشین دبی واقع شده‌است.